# Acho Chakatouny
Archavir Chakhatouny dit Acho Chakatouny, né en 1885 à Erevan (Arménie) et mort le 4 avril 1957 en son domicile dans le 16e arrondissement de Paris est un acteur, réalisateur et chef maquilleur d'origine arménienne.

## Filmographie
Acteur
- 1925 : Le Prince charmant de Victor Tourjanski
- 1926 : Michel Strogoff, film en deux parties de Victor Tourjanski : Ivan Ogareff
- 1926 : L'Homme à l'Hispano de Julien Duvivier : Lord Oswill
- 1927 : Napoléon d'Abel Gance : Pozzo di Borgo
- 1927 : Jalma la double de Roger Goupillières : Le colonel Yerba
- 1928 : La Grande Passion d'André Hugon : M. Bush
- 1928 : La Menace de Jean Bertin
- 1929 : L'Emprise de Hewitt Claypoole Grantham-Hayes : Hubert
- 1930 : Le Diable blanc (Der weisse Teufel) d'Alexandre Volkoff : Schamil
- 1934 : La Châtelaine du Liban de Jean Epstein : Djoun
- 1934 : Maria Chapdelaine de Julien Duvivier : un trappeur
- 1935 : Napoléon Bonaparte d'Abel Gance : Pozzo di Borgo

Réalisateur
- 1929 : Andranik

Maquilleur
- 1933 : 14 Juillet de René Clair
- 1934 : L'Atalante de Jean Vigo
- 1934 : Maria Chapdelaine de Julien Duvivier
- 1935 : Golgotha de Julien Duvivier
- 1937 : La Citadelle du silence de Marcel L'Herbier
- 1938 : Tarakanowa de Fedor Ozep
- 1938 : Giuseppe Verdi de Carmine Gallone
- 1940 : Paris-New York d'Yves Mirande et Claude Heymann
- 1940 : Untel père et fils de Julien Duvivier
- 1941 : Remorques de Jean Grémillon
- 1946 : Panique de Julien Duvivier
- 1947 : Les Amants du pont Saint-Jean d'Henri Decoin
- 1952 : L'Athlète aux mains nues de Marcel Garand